# Oreonoma
Oreonoma là một chi bướm đêm thuộc họ Geometridae.